# Scrupocellaria securifera
Scrupocellaria securifera är en mossdjursart som beskrevs av Busk 1884. Scrupocellaria securifera ingår i släktet Scrupocellaria och familjen Candidae. Inga underarter finns listade i Catalogue of Life.